# Стилист (роман)
Стили́ст — детективный роман российского писателя Александры Марининой, опубликованный в 1996 году.
Роман затрагивает проблемы отношения к гомосексуальности в обществе.

## Краткая аннотация
Во время расследования серии убийств молодых парней следы приводят Настю Каменскую в коттеджный поселок, где живёт профессиональный переводчик японской литературы, инвалид, прикованный к креслу, Владимир Соловьёв — мужчина, которого она когда-то любила. Использовав этот предлог, Настя часто посещает коттедж Соловьёва, надеясь напасть на след серийного убийцы.
А вскоре в коттедже Соловьева происходит двойное убийство.

## Персонажи
- Анастасия Каменская
- Владимир Соловьёв — профессиональный переводчик с японского и китайского, высокооплачиваемый сотрудник издательства «Шерхан», инвалид, не способный ходить. В молодости был любовником Каменской, не испытывая при этом к ней каких-либо чувств. Потерял жену, разорвал отношения с сыном. Живёт в коттеджной застройке «Мечта» под Москвой.
- Михаил Черкасов — основной подозреваемый в убийстве юношей из-за своего пристрастия к определённому типу внешности. Гомосексуал, в юности несколько раз пытавшийся «быть как все» и встречаться с девушками, но в итоге отказавшийся от этого. Обладает математическими талантами, но при этом не сумел получить высшее образование — его исключили из института за любовную связь с другим студентом.
- Оксана — манекенщица, любовница главы «Шерхана» Кирилла Есипова, агент некоего Вадима, собирающегося впоследствии шантажировать Есипова на основании собранного компромата.
- Анатолий Хвастунов — работник тира[2].

## Отзывы и критика
Литературный критик Евгений Ермолин, анализируя роман «Стилист», называет Маринину «мастером стандартных конструкций», относя это, в частности и к сюжету романа: 
Маринина — мастер стандартных конструкций. И пожалуй, не только в жанровой области, но и в области психоидеологии. Её чистый, наивный, но притом чутко реагирующий на общепринятые модели миропредставления жанр в исключительно доступном виде доносит до нас то, о чём иначе, не всегда столь просто и ясно, говорится в более изощрённой прозе. И стандарт, стало быть, таков: коммерция, оказывается, неизбежно сопряжена с преступлением. Предпринимательская активность и мораль несовместимы. Заслон этому могут поставить только честные, свободные от материальной корысти работники милиции, вычищающие общество от всей этой социальной дряни.
 Ермолин допускает, что «в прозе Марининой о коварных издателях, возможно, есть изюминка с социально-психоаналитической подоплёкой. Может быть, тут работает не такой уж примитивный механизм гиперкомпенсации обид и комплексов.»
О стандартных шаблонах в творчестве Марининой рассуждает и Гелена Гошило в статье «Российское предпринимательство в 1990-е годы: культурный аспект», выделяя образ «новых русских» в романе

Ада Горбачева считает, что «Стилиста» Маринина писала с соавтором: 
...один автор сочиняет (или заимствует) интригу позакрученней, другой облекает её в приемлемую литературную форму.  ... Всё, что касается “утепления образа” Анастасии Каменской, всякие Лёшики, солнышки, больные спинки, обмороки от утомления и прочая слюнявая дамская дребедень кажутся написанными одной рукой, а история “адаптации” безграмотных сочинений некоего японца талантливым переводчиком — другой, если угодно, более профессиональной.
Журнал «Литературное обозрение» называет две основных причины популярности романа у читателей, «в том числе интеллигентных и даже профессиональных филологов»: первая — время действия «в наши дни», события романа разворачиваются в современном и знакомом читателю мире, вторая причина — динамика: «читатель на безрыбье довольствуется механической, примитивной фабульной динамикой детектива».
Спустя 10 лет после издания книга продолжала оставаться популярной, например в опросе «Что вы сейчас читаете» она заняла 4-е место.
Владимир Жуков пишет, что ситуация с издательством «Шерхан» в романе имеет прототипом ситуацию самого автора — Александры Марининой — с издательством «Эксмо»: «Говорят, та ситуация с „Эксмо“ описана в романе „Стилист“ (1996), где Настя Каменская с коллегами-муровцами разоблачает алчных совладельцев „Шерхана“, „самого богатого из московских издательств“: те обманывают доверчивого переводчика-литобработчика Соловьёва и организуют серию преступлений, чтобы поставить того в полную зависимость от себя. Сама Маринина, правда, подтверждала лишь то, что в основу романа легли реальные события; при этом известно, что именно в период написания „Стилиста“ писательница, хоть и ненадолго, но все же уходила от „Эксмо“ в малоизвестное издательство. В этой связи в „Стилисте“ любопытен пассаж, описывающий конфликт некой авторессы, выведенной Марининой с явным сочувствием, со своими издателями из „Шерхана“.»

## Переводы
Роман был переведён на несколько европейских языков. В Италии опубликован издательством «Пьемме» (Piemme).

## Экранизация
4-серийная телеверсия вышла в 2003 году в рамках третьего сезона сериала «Каменская».